# بيركهولدرية سوسونغية
بيركهولدرية سوسونغية (الاسم العلمي: Burkholderia susongensis) هي نوع من البكتيريا، سلبية الغرام، تتبع جنس البيركهولدرية.